# Kornyej Ivanovics Csukovszkij
Kornyej Ivanovics Csukovszkij (oroszul: Корней Иванович Чуковский, eredeti nevén Nyikolaj Vasziljevics Kornyejcsukov, oroszul: Николай Васильевич Корнейчуков kiejtéseⓘ; Szentpétervár, 1882. március 19. – Moszkva, 1969. október 28.) orosz író, a gyermekirodalom egyik klasszikusa. Fia, Nyikolaj Kornyejevics Csukovszkij szintén író lett, műfordítóként egy sor klasszikus magyar szerző műveit ültette át orosz nyelvre.

## Gyermekkora
Csukovszkij Szentpéterváron született, házasságon kívül, Nyikolaj Vasziljevics Kornyejcsukov néven. Apja, Emmanuil Szolomonovics Levenszon, gazdag zsidó család fia volt; anyja, Jekatyerina Oszipovna Kornyejcsukova ukrán cseléd volt Levenszonék otthonában. Szülei három évi együttélés után különváltak, és ezután édesanyjával és Marija nővérével Odesszában és Nyikolajevben gyerekeskedett nagy szegénységben. A gimnázium ötödik osztályában kizárták az iskolából „alacsony származása” miatt. Ezután magántanulóként végezte el iskoláit. Egy nyelvkönyv segítségével angolul is megtanult, bár tanár híján kiejtése nagyon rossz volt. Szoros barátságot kötött Borisz Zsitkovval, (aki később szintén meseíróvá vált). Magántanulóként tanult.

## Munkássága
1901-től az Ogyesszkije Novosztyi című újságnál dolgozott. Ekkor vette fel a Kornyej Csukovszkij írói nevet, amelyen később ismert lett. Az újság 1903-ban egy évre Angliába küldte tudósítónak; itt találkozott Winston Churchill-lel és a későbbi V. György királlyal is.
Visszatérése után odesszai, kijevi és szentpétervári lapoknak tudósított, majd 1906-ban Szentpétervárra költözött.
Az első világháború alatt haditudósítóként Angliában, Franciaországban és Belgiumban dolgozott. Később, 1917-ben Gorkij megbízta egy gyerekkiadvány főszerkesztésével, majd – Gorkij biztatására – kezdte írni meseműveit.
Elkezdte figyelni a gyermeknyelvet, amit aztán egész életében művelt. Kitűnő könyvekben hozta nyilvánosságra kutatásainak eredményeit.
Az Oxfordi Egyetemtől tiszteletbeli doktori címet nyert. 1927–1985 között műveiből mintegy 20-25 animációs film készült.

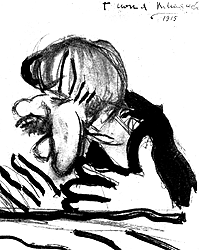
Majakovszkij karikatúrája 1915-ből

## Művei

### A gyerekbiblia
Az 1960-as években Csukovszkij elhatározta egy gyerekbiblia létrehozását. Írókat, irodalmárokat hozott össze a munka érdekében. A szovjet hivatalos antiklerikalizmus igencsak megnehezítette a munkát. Az Isten és a zsidó szavak eleve tiltva voltak. Az Istent ezért Jahve varázslónak nevezte el. A könyv Bábel tornya és más ősi legendák (Вавилонская башня и другие древние легенды) címmel jelent meg 1968-ban, korlátozott példányszámban.

### Magyarul
- Csukovszkyː Jajdefáj doktor. Mese az állatok barátjáról; ford. ifj. Kertész Árpád; Béta, Bp., 1947 (Доктор Айболит – a Doctor Dolittle nyomán)
- A telefon; ford. Lányi Sarolta; Független Ny, Bp., 1948
- Tótágas; ford. Tóth Eszter; Franklin, Bp., 1949
- Jújdefáj doktor bácsi; ford. Kapuvári Béla; Athenaeum Ny., Bp., 1949 (Athenaeum)
- Jajdefáj doktor; ford. Jancsik Pál; Ifjúsági, Bukarest, 1964
- Az ezüstcímer. Regény (Серебряный герб); ford. Gellért György; Móra, Bp., 1964 (Delfin könyvek)
- Két évszázad tanúja. Esszék, pályaképek, visszaemlékezések; vál. Köves Erzsébet, ford. Doboss Gyula et al.; Európa, Bp., 1973
- Telefon; ford. Veress Miklós; Móra, Bp., 1977
- Járni tanul a szó. Portré a gyermekről (От двух до пяти); ford. Réz András; TK, Bp., 1979 (A Tömegkommunikációs Kutatóközpont szakkönyvtára)
- A kiscsibe története (Цыплёнок); ford. Solt Lajos; Móra, Bp., 1985
- Doktor Hű de Fáy. Hugh Lofting nyomán; ford. Apostol András, versford. Rigó Béla; Móra, Bp., 1985